# Peter Hennessy, Baron Hennessy of Nympsfield

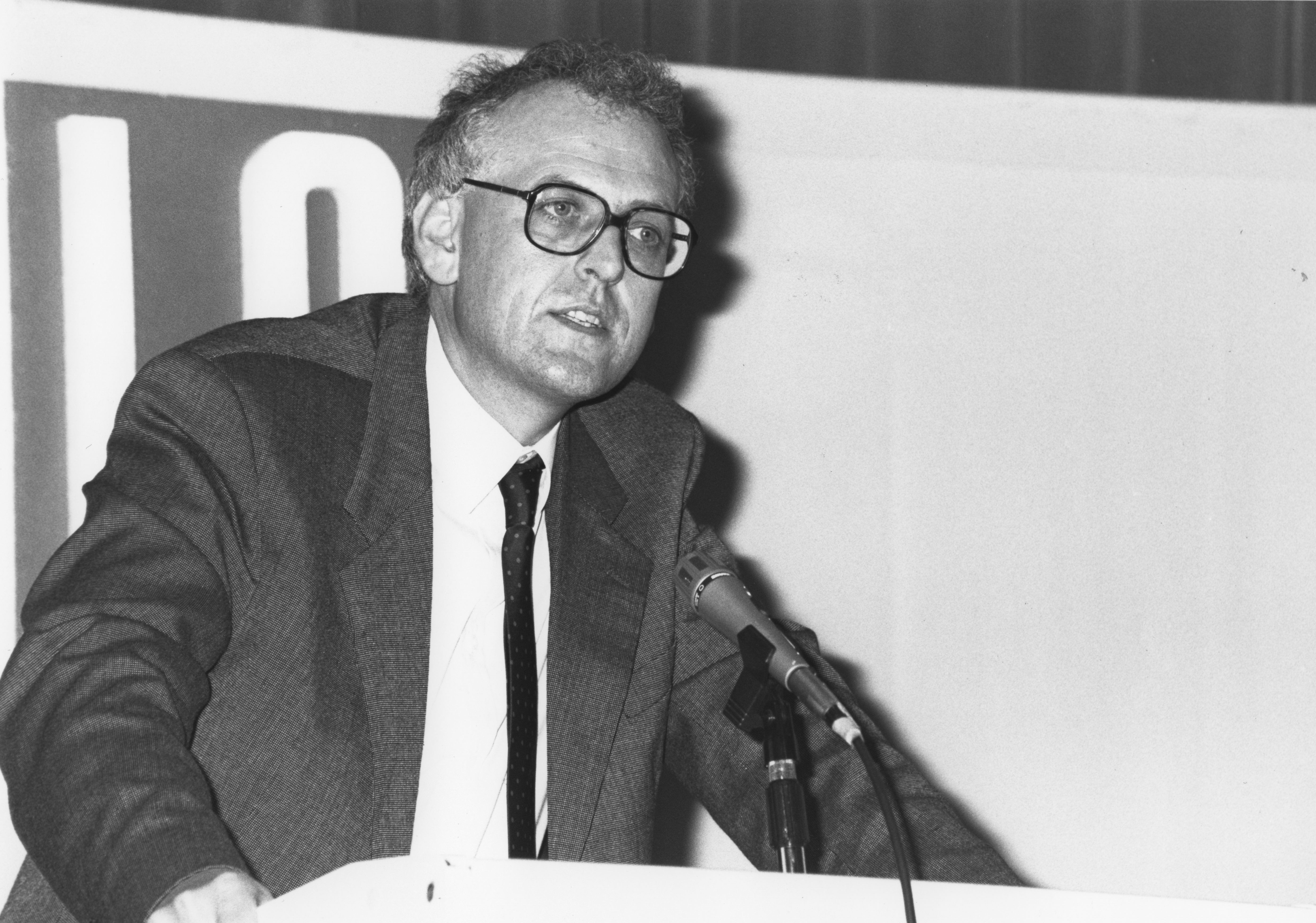
Peter Hennessy

Peter John Hennessy, Baron Hennessy of Nympsfield, FBA (* 28. März 1947) ist ein britischer Regierungshistoriker. Seit 1992 ist er Professor für zeitgenössische britische Geschichte an der Queen Mary University of London.

## Leben und Karriere
Hennessy war der jüngste Sohn einer aus Irland stammenden großen katholischen Familie und wuchs in großen, vom Rat der Stadt London requirierten Häusern auf, zunächst in der Allandale Avenue und später in Linhurst Gardens in Finchley. Er besuchte die nahe gelegene Our Lady of Lourdes Primary School und an Sonntagen die St Mary Magdalene Church, wo er Messdiener war.
Er war das Thema der ersten Episode der BBC Radio 4-Serie The House I Grew Up In, die erstmals am 6. August 2007 gesendet wurde. Dort sprach er über seine Kindheit.
Er besuchte die St Benedict’s School in Ealing, Westlondon. Nachdem der Beruf seines Vaters die Familie dazu brachte, nach Cotswolds zu ziehen, besuchte er die Marling School, eine Grammar School in Stroud.
Er besuchte das St John’s College, wo er 1969 mit dem Bachelor of Arts graduierte und 1990 einen PhD erhielt. Von 1971 bis 1972 war er Kennedy Memorial Scholar an der Harvard University.
Hennessy war von 1972 bis 1974 als Journalist für die Times Higher Education Supplement tätig. Er schrieb Leitartikel für die Times von 1974 bis 1982, für die er auch der Whitehall-Korrespondent war.
1976 war er Korrespondent der Financial Times in Westminster und schrieb 1982 für The Economist.
1986 war er an der Gründung des Institute of Contemporary British History beteiligt.
Von 1987 bis 1992 moderierte er regelmäßig Analysis auf BBC Radio 4.
Von 1994 bis 1997 gab er als Rhetorikprofessor am Gresham College öffentliche Vorträge. Von 1992 bis 2000 war er Professor für Zeitgeschichte an der Queen Mary University of London. Seit 2001 ist er Attlee-Professor für zeitgenössische britische Geschichte am Queen Mary College.
Seine Analyse des Nachkriegsbritannien, Never Again: Britain 1945–1951, gewann 1992 den Duff Cooper Prize und 1993 den NCR Book Award. 2003 wurde er zum Mitglied (Fellow) der British Academy gewählt.
Am 17. November 2005 erschien er gemeinsam mit Richard Wilson, Baron Wilson of Dinton vor dem Public Administration Select Committee des House of Commons zum Thema der Veröffentlichung von politischen Memoiren. Seine Studie von Großbritannien in den 1950er Jahren und dem Aufstieg von Harold Macmillan, Having It So Good: Britain in the 1950s, gewann 2007 den Orwell Prize für politische Schriften.

## Mitgliedschaft im House of Lords
Am 5. Oktober 2010 kündigte die House of Lords Appointments Commission seine Ernennung als parteiloser Peer an.
Er sitzt als Crossbencher. Sein Titel wurde am 8. November als Baron Hennessy of Nympsfield bekannt gegeben und er wurde am 25. November offiziell ins House of Lords eingeführt. Seine Antrittsrede hielt er am 2. Dezember 2010. An Sitzungstagen ist Hennessy regelmäßig anwesend (Stand 2012).

## Weitere Ämter
Von 1996 bis 1997 war er Mitglied des Gresham College.
Er ist Mitglied des Treuhandrates (Trustee) und Direktor des Tablet Magazine.
Hennessy gehört dem Sub-Committee (Governing Body) der St Benet’s Hall der University of Oxford an. Er ist Präsident der Friends of the National Archives und Governor der Ditchley Foundation.

## Familie
Er ist verheiratet und hat zwei Töchter.

## Schriften
- mit Keith Jeffery: States of emergency: British governments and strikebreaking since 1919, Routledge & Kegan Paul, 1983
- Cabinet, Blackwell Publishers, 1986, ISBN 0-631-14968-6
- Whitehall, The Free Press, 1989, ISBN 0-02-914441-8
- Never Again: Britain 1945-51, Random House UK, 1992, ISBN 0-679-43363-5
- The Hidden Wiring: Unearthing the British Constitution, Indigo, London 1995, ISBN 0-575-06176-6
- The Prime Minister: The Office and Its Holders since 1945, Penguin, London 2000, ISBN 0-312-29313-5
- The Secret State: Whitehall and the Cold War, Allen Lane, London 2002, ISBN 0-713-99626-9
- Having it so good: Britain in the fifties, Allen Lane, London 2006, ISBN 0-713-99571-8
- Cabinets and the Bomb, Oxford University Press, 2007, ISBN 978-0-19-726422-5
- The Secret State: Preparing For The Worst 1945–2010, Penguin, 2010, ISBN 978-0-141-04469-9
- Distilling the Frenzy: Writing the History of One’s Own Times, Biteback, London 2012, ISBN 978-1-84954-215-9
- Establishment and Meritocracy, Haus Curiosities, London 2014, ISBN 978-1-908323-77-4
- The Kingdom to Come: Thoughts on the Union Before and After the Scottish Referendum, Haus, London 2015, ISBN 978-1-910376-06-5
- The Silent Deep: The Royal Navy Submarine Service Since 1945, Penguin, London 2015, ISBN 978-0-241-95948-0
- Reflections: Conversations with Politicians, Haus, London 2016, ISBN 978-1-910376-48-5